# Rumengol
Ne doit pas être confondu avec Remungol.
Rumengol est une ancienne commune du département français du Finistère (Bretagne) rattachée  à celle du Faou, depuis 1970. L'église Notre-Dame de Rumengol est le lieu d'importants pardons.
La légende associe le lieu au roi Gradlon.

## Étymologie

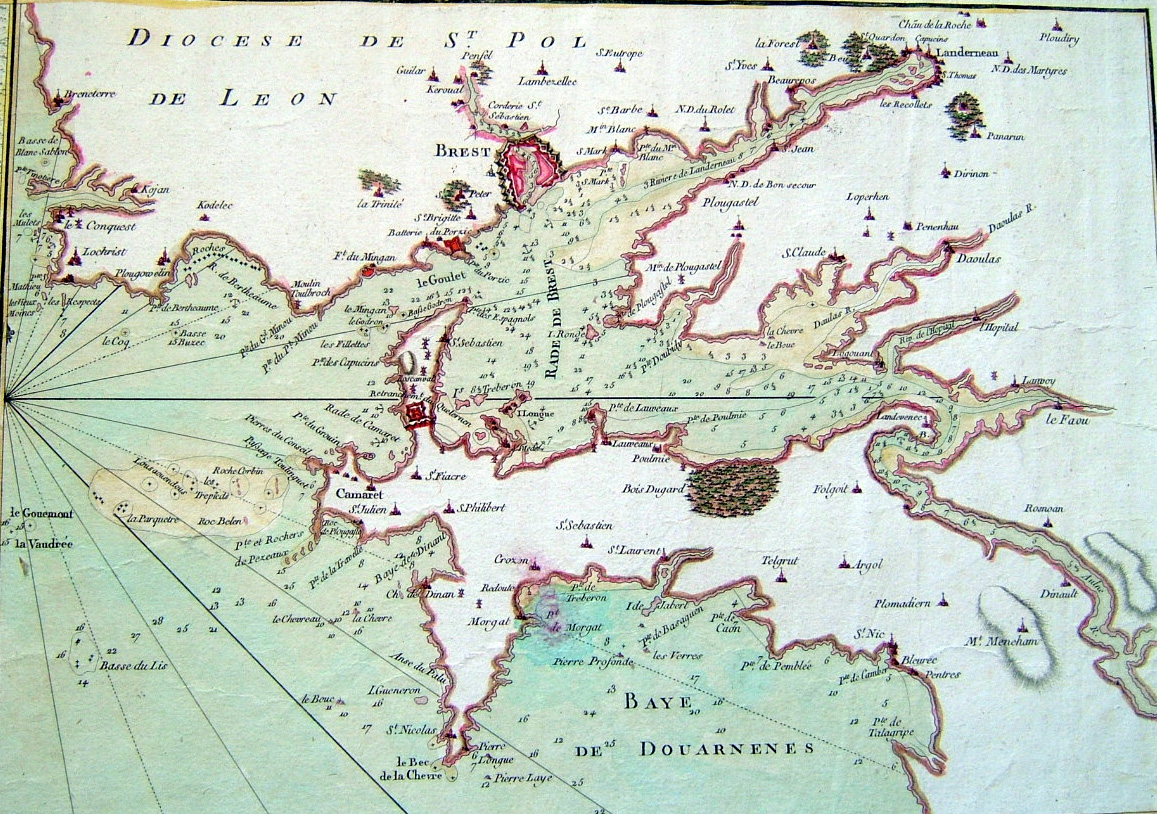

Les graphies françaises varient de Remangol (1173), à Rumengol (1225), Runmengol (1460), Remungol (1535), Rumengoll (1686), transcriptions plus ou moins fantaisistes d'un breton surtout oral. Ce nom est à rapprocher à celui de Remungol dans le Morbihan. 
Le sens du toponyme est resté mystérieux et a donné naissance à des interprétations aussi nombreuses que fantaisistes.
Certaines propositions, édifiantes, datent du XVIIe siècle. Une étymologie populaire fait notamment référence à Notre-Dame de Remet-Oll (« Notre-Dame de Tout Remède). Le cantique breton "Itron Varia Rumengol", (Madame Marie de Rumengol) fait référence à cette "puissante vierge de tout-remède",, (Gwerc'hez galloudus Remed-oll, en breton) "pour la santé du corps et de l'âme" (yehed ar horv hag an ene). Des hypothèses issues du celticisme du XIXe siècle proposent comme origine "Ru mein goll" (pierre rouge de lumière), ayant pu faire évoquer des sacrifices païens. On trouve aussi "Ru mein guenol" (pierre rouge de Guénolé) ou "Ruz men goolou deiz" (pierre rouge à la lumière du point du jour). Il pourrait s'agir d'une pierre rougeâtre consacrée à un culte solaire encore vénéré au Ve siècle comme le rapporte la Vie de Saint Jaoua.

## Origines
Rumengol fut dès le XVe siècle une trève de la paroisse primitive de Hanvec qui couvrait  à l'origine un très vaste domaine : Hanvec, Rumengol, Lanvoy, le sud de L'Hopital-Canfrout, Rosnoën et sa future  trève du Faou, Quimerc'h et sa future  trève de Logonna-Quimerc'h, Lopérec. Cette paroisse primitive fut scindée en  Hanvec, prieuré-cure de l'abbaye de Daoulas d'une part, et Rosnoën d'autre part. La charte du cartulaire de Landévennec en fait mention. La première référence à une chapelle à Rumengol , dépendant de l'abbaye de Daoulas remonte au XIIe siècle. Rumengol a été érigé en paroisse en fin de XVIIe siècle.
Le 14 décembre 1789, la Constituante crée les communes françaises à partir des paroisses et des trèves. Ainsi est créée la commune de Rumengol, mais aussi la commune du Faou issue de la réunion d'une trève de Rosnoën (St Sauveur) et d'une trève de Hanvec (St Joseph). Dans cette continuité, le Concordat de 1802 confirme la paroisse de Rumengol. Cependant, administrativement la commune, pourtant limitrophe du Faou, reste rattachée au canton de Daoulas, témoignant de la persistance de l'influence du chef-lieu, siège de l'ancienne abbaye.
Jusqu'en 1970, Rumengol était une commune indépendante du Faou, d'une superficie de 8,38 km2 qui faisait partie depuis 1801 du canton de Daoulas et de l'arrondissement de Brest (alors que Le Faou était chef-lieu d'un autre canton et dépendait de l'arrondissement de Châteaulin) en dépit des multiples demandes de rattachement au canton du Faou.

## Démographie
| 1793 | 1800 | 1806 | 1821 | 1831 | 1836 | 1841 | 1846 | 1851 |
| ---- | ---- | ---- | ---- | ---- | ---- | ---- | ---- | ---- |
| 431  | 583  | 440  | 465  | 422  | 467  | 458  | 480  | 517  |

| 1856 | 1861 | 1866 | 1872 | 1876 | 1881 | 1886 | 1891 | 1896 |
| ---- | ---- | ---- | ---- | ---- | ---- | ---- | ---- | ---- |
| 505  | 503  | 541  | 555  | 583  | 601  | 607  | 604  | 607  |

| 1901 | 1906 | 1911 | 1921 | 1926 | 1931 | 1936 | 1946 | 1954 |
| ---- | ---- | ---- | ---- | ---- | ---- | ---- | ---- | ---- |
| 583  | 632  | 575  | 523  | 548  | 483  | 484  | 458  | 412  |

| 1962 | 1968 | - | - | - | - | - | - | - |
| ---- | ---- | - | - | - | - | - | - | - |
| 356  | 284  | - | - | - | - | - | - | - |

### Commentaire
Comme pour beaucoup de communes rurales de l'intérieur breton (en dépit de sa relative proximité de la mer), c'est au début du XXe siècle que la commune de Rumengol a atteint son pic démographique avec 632 habitants en 1906, la commune ayant gagné modestement pendant le XIXe siècle 149 habitants en 113 ans entre 1793 et 1906, soit un faible gain d'à peine plus d'un habitant par an en moyenne, ces gains étant surtout concentrés dans les dernières décennies du XIXe siècle. En 1886, le bourg était peuplé de 108 habitants, regroupant à peine le cinquième de la population communale. Le XXe siècle se caractérise par un déclin démographique quasi constant : en 1968, dernier recensement avant l'annexion par la commune du Faou, Rumengol avait perdu 348 habitants par rapport au maximum démographique de 1906, soit un déclin de 55 % en 62 ans. La commune avait alors 147 habitants de moins que lors du premier recensement effectué en 1793, soit un déclin de 34 % en 175 ans, le déclin du XXe siècle ayant été notablement supérieur aux modestes gains démographiques du XIXe siècle.

## La légende de Gradlon
Le nom de Rumengol se retrouve dans un cantique de Sainte-Anne la Palud qui distribue ainsi les biens de Gradlon : « une partie pour sa subsistance, la Palue à Ste Anne, Rumengol à la Vierge, et Landévennec à la prière. »
La légende de Gradlon est présente sur la maîtresse vitre de l'église de Rumengol , où le verrier Léopold Lobin représente Gradlon en présence de Saint Corentin portant sa crosse d'évêque vers l'extérieur, et de Saint Guénolé portant sa crosse d'abbé vers l'intérieur. Plusieurs récits légendaires font intervenir Gradlon qui du haut du Menez Hom aperçoit des feux païens et décide de christianiser le lieu en y fondant une église.

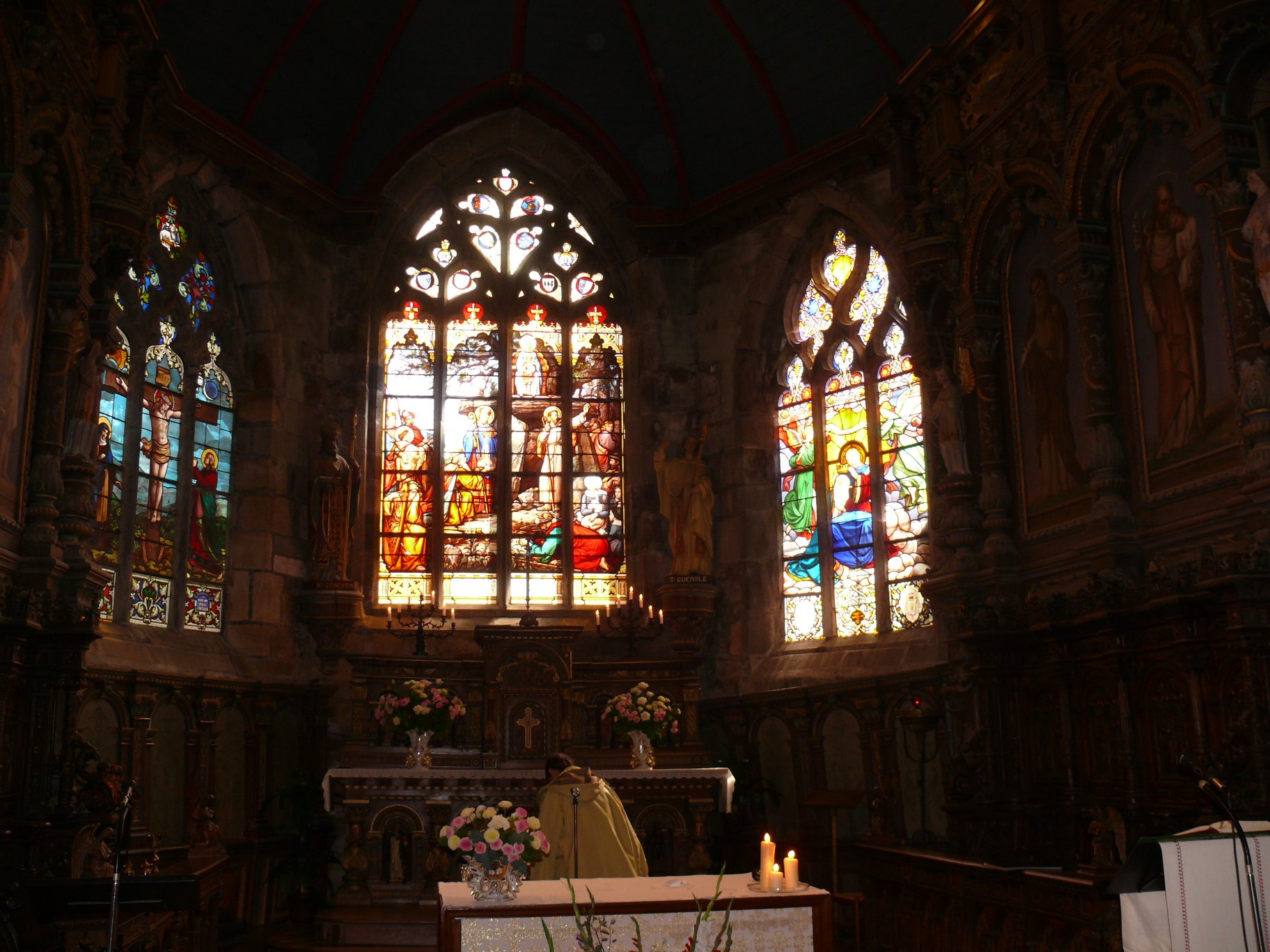
Église de Rumengol Vitrail de l'abside

Mais de quel Gradlon s'agit-il ? Il semble qu'il y en ait eu au moins trois : Gradlon Meur, Gradlon Flam, et Gradlon Plonéour,. Gradlon Meur, est cité dans le cartulaire de l'abbaye de Landévennec. Il est contemporain de Guénolé, fondateur de l'abbaye de Landévennec, et de l'ermite Corentin. Il se serait converti au christianisme et aurait confié à Corentin l'évêché de Cornouaille à Quimper, en le faisant consacrer par le métropolite de Tours, de rite romain. Néanmoins le monachisme celtique restera très présent en Bretagne et les Carolingiens n'auront de cesse de vouloir le réduire. Louis le Pieux  aurait rencontré ainsi l'abbé de Landévennec, Matmunuc,, en présence de Gradlon Plonéour à Priziac en 818. À l'issue, la règle de Saint Colomban est abandonnée au profit de celle de Saint Benoît.
Ainsi Gradlon, Corentin et Guénolé, réunis sur le vitrail de Rumengol, condensent une séquence de la légende religieuse de la Bretagne, où le récit politique a toujours eu sa place. Ainsi le Gradlon entre les deux flèches de la cathédrale de Quimper, symbolise à la fois le Gradlon de la païenne Ville d'Ys du Ve siècle, converti au christianisme, mais aussi le ralliement du monachisme scotique (irlandais) de Saint Colomban au rite romain de Saint Benoît quatre siècles plus tard.

## Le religieux

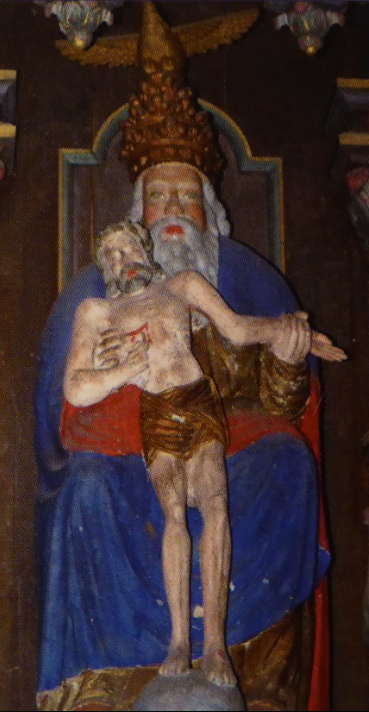
Église de Rumengol
Statue de la Trinité

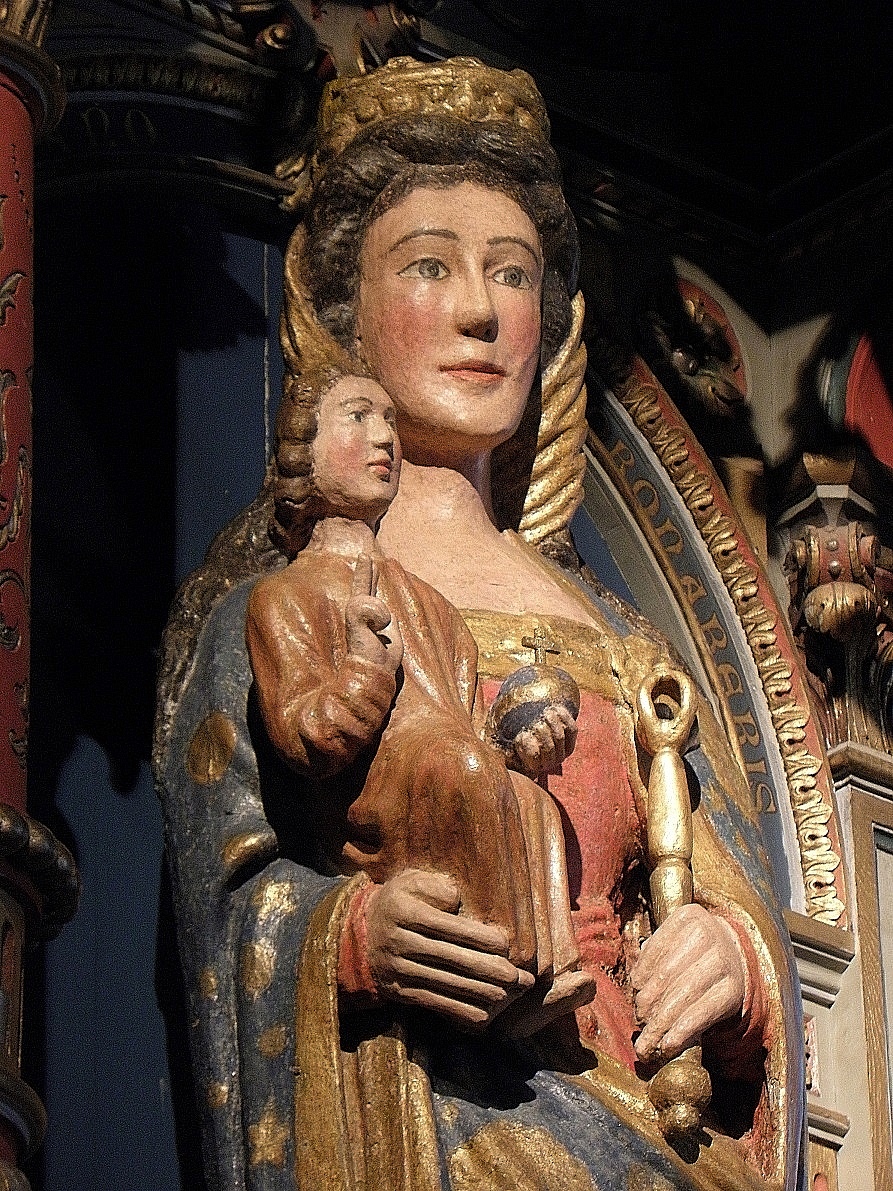
N-D de Rumengol bois de chêne XVe.

Dans la Gaule préromaine,, les peuples ont célébré, ici comme ailleurs, des  cultes à leurs divinités  dans le cadre du rythme des saisons et des lunes. Les périodes des solstices, là où le soleil parait s’arrêter, sans avancer ni reculer, vers le 21 juin et le 21 décembre, ainsi que les périodes des équinoxes, où les durées du jour et de la nuit sont égales, vers le 21 mars et le 21 septembre, ont toujours donné lieu à des cérémonies particulières y compris druidiques.

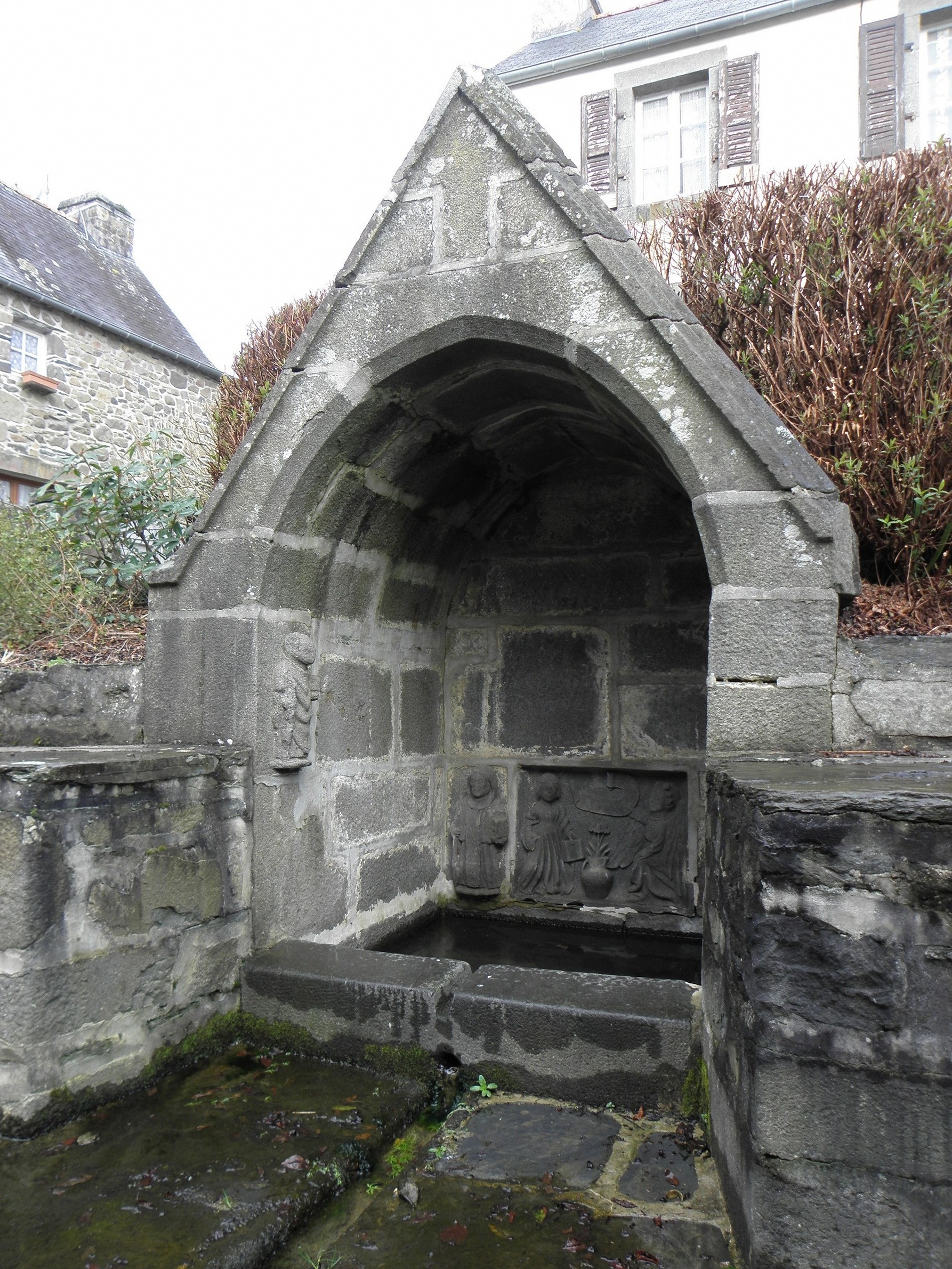
Fontaine miraculeuse de Rumengol

Les étymologies de Rumengol sont compatibles avec un culte gaulois préexistant à la romanisation et au christianisme, sur cette pente ouest des Monts d'Arrée s’inclinant vers  la rade de Brest.
La  phase de première christianisation est difficile à préciser, dans une région excentrée de la IIe puis IIIe Lyonnaise, où le rite romain ne s'était pas majoritairement imposé. La plupart des auteurs s'accordent pour dater l’immigration celtique, notamment irlandaise, porteuse d'une part de l'orthodoxie orientale originelle, des Ve et VIe siècles. Le IXe siècle voit  l'achèvement de la domination du culte romain carolingien, et dans le clergé séculier des évêchés, et dans le clergé régulier des abbayes.

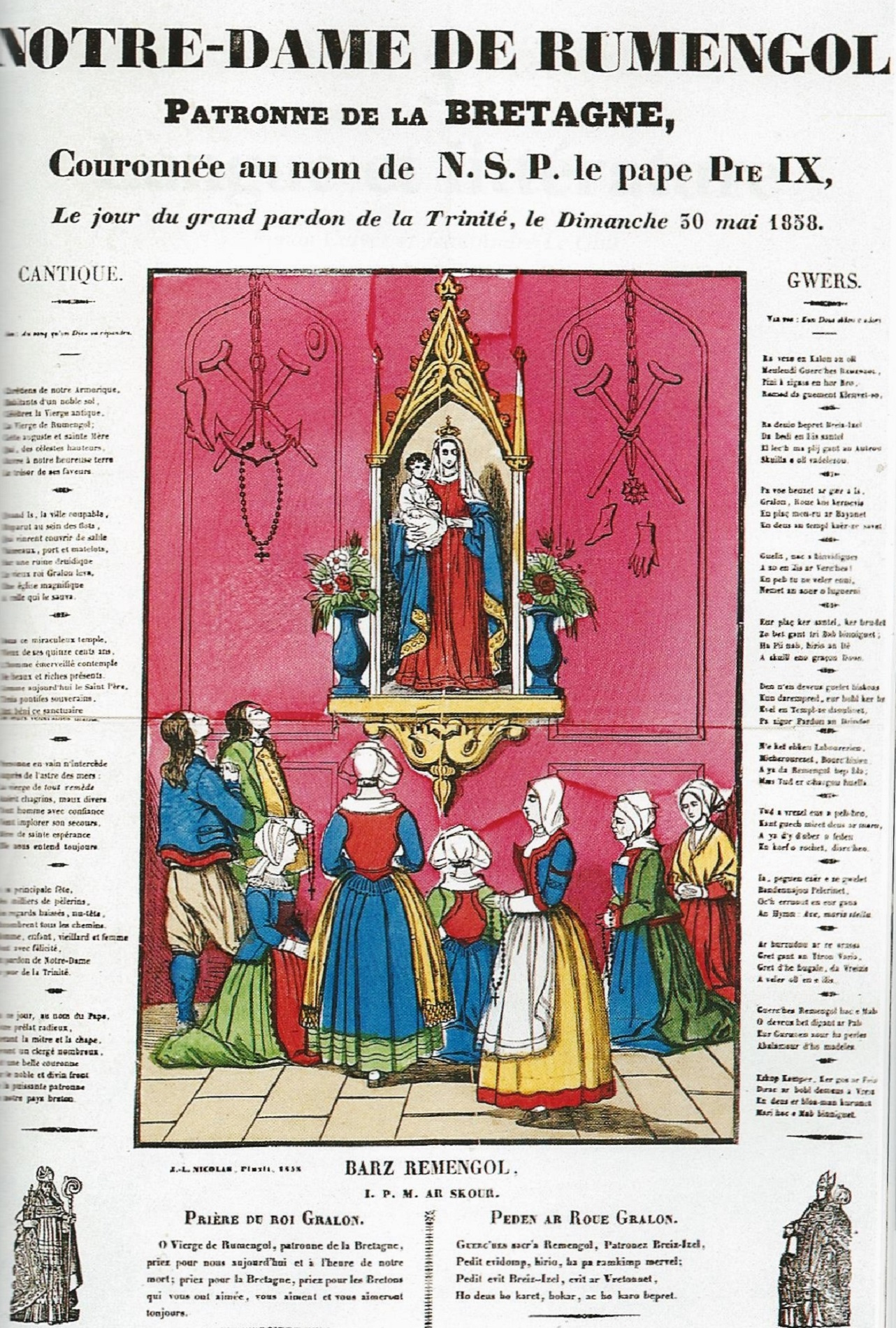

La première église trèviale en bois fut reconstruite en pierre de kersanton à partir de 1536 et plusieurs fois réaménagée ensuite jusqu'au XVIIIe siècle.
Le calvaire est daté de 1433 et serait parmi les premiers de ce type en Bretagne.
En 1692, Louis XIV rattache l'abbaye devenue commendataire de Daoulas aux Jésuites du séminaire royal des aumôniers de la Marine à Brest, jusqu'à sa disparition en 1771. Les revenus sont ensuite gérés par le chapître de la cathédrale de Quimper.
Au XIXe siècle le renouveau du culte marial amène au couronnement de Notre-Dame de Rumengol, première Vierge couronnée de Bretagne, le 30 mai 1858, sous la présidence de Mgr Sergent, évêque de Quimper et de Léon, ce qui vaudra  la visite de l'empereur Napoléon III et de son épouse le 12 aout de la même année. L'arrivée du chemin de fer de Quimper à Landerneau, par la compagnie Paris-Orléans, avec deux haltes supplémentaires  de circonstance à moins de 3 km de l'église, donne un nouvel essor aux pardons. Parmi les cinq pardons de Rumengol, celui de la Trinité est le plus fréquenté qui rassemble des dizaines de milliers de pèlerins, venant à pied, en chantant,, de toute la Cornouaille, du Léon et du Trégor. Pardon des chanteurs, c'est aussi le pardon des mendiants,, lesquels  jalonnent les derniers 500 mètres de part et d'autre du sanctuaire. Les cérémonies commencent le vendredi soir pour se poursuivre le samedi par une veillée et une messe de minuit précédant le dimanche de la Trinité,. Certains auteurs, ont vu dans cette association de la célébration de Marie et de la Trinité, une référence pré-chrétienne à un culte solaire antérieur, comme le suggère le rituel d'une messe de minuit dans la nuit du samedi au dimanche.
Aujourd'hui le pardon de la Trinité et celui de l'Assomption continuent à être assidûment fréquentés.

## Le civil
Le territoire de l'ancienne  commune était  limité au nord-ouest  par la section d'amont de la Rivière du Faou et au sud-est par son affluent, le ruisseau du pont-rouge, définissant ainsi un territoire d'environ 8 km2 dont 200 ha de la forêt domaniale du Cranou, les 400 ha restants étant situés sur la commune d'Hanvec. Aujourd'hui, la forêt s'étend sur 1 300 ha. C'est aussi le lieu géométrique du Finistère.
En 1793, la commune comptait 431 habitants, Le Faou 825. En 1962, Rumengol compte encore 356 habitants et Le Faou 1 262. Rumengol était rattaché au canton de Daoulas, arrondissement de Brest, tandis que Le Faou, chef-lieu de canton, est dans l'arrondissement de Chateaulin. Aujourd'hui Le Faou, commune bordant la rade de Brest,, est membre de la Communauté de communes de l'Aulne maritime, fusionnée depuis le 1er janvier 2017 dans la Communauté de communes de la Presqu'ile de Crozon et de l'Aulne Maritime réunissant 23 112 habitants (pop. 2016), membre du pôle métropolitain Pays de Brest. En 2014, une réorganisation cantonale a créé au Pont-de-Buis, un vaste canton réunissant ceux de Daoulas et du Faou dans un ensemble de 17 communes de près de 30 000 habitants.

## Histoire
L'histoire  civile du lieu, situé dans la civitas gallo-romaine des Osismes, est intimement mêlée  à celle de Daoulas, de son abbaye, du Faou du pays du Faou, de la vicomté du Faou, l'une des plus puissantes de Cornouaille.

### Antiquité
Une pièce gauloise fut trouvée en 1879 dans un champ à Kergadiou, près de Rumengol.
On remarquera  à quelques kilomètres sur l'ancienne commune de Quimerc'h le camp romain du Muriou.

### Moyen Âge
Aux XIVe et XVe siècles, la « terre noble du Breil » en Rumengol appartenait à la famille Godec et au XVIIe siècle à la famille De Lantivy.

### Des temps modernes à la Révolution
En 1593, un chef de bande du parti catholique du duc de Mercœur, Anne de Sansay , dit « bras de fer », profita des guerres de la Ligue  pour brigander dans la région à partir de  son campement de Quimerc'h.
À la période révolutionnaire, on peut citer l'élection du curé constitutionnel d'Hanvec en 1791, Yves Crenn, précédemment vicaire à L'Hôpital-Camfrout, en remplacement de Jacques Burlot, contraint à démission. En 1791, l'évêque constitutionnel  Louis-Alexandre Expilly donne une fête patriotique au Faou. Dans la nuit du 5 au 6 ventôse an V (24 au 25 février 1797), des chouans émigrés sont arrêtés sur le territoire de la commune, à la suite du débarquement de Quiberon.
Dans la nuit du 24 au 25 février 1797 (5 au 6 ventôse an V), des chouans sont arrêtés à Rumengol ; parmi eux, un certain Jean-Baptiste Bonte, originaire de la région de Lille, ancien émigré, qui avait pris part au débarquement de Quiberon.

### XIXesiècle
Le XIXe siècle est marqué par des épidémies de choléra notamment en 1834 et 1850, 1855, 1866. Les Sœurs de l'Immaculée Conception de St Méen soignent les malades à domicile.
En 1844 six communes du Finistère (Rumengol, Guipronvel, Lanneuffret, Le Drennec, Loc-Eguiner et Tréouergat) refusèrent d'ouvrir une école, refusant d'appliquer la loi Guizot de 1833.

Le droit de vaine pâture s'exerçait encore couramment au milieu du XIXe siècle :

« Les terrains communaux [...] sont livrés toute l'année au pâturage au profit des habitants des communes possédant ces communs, composés la plupart de dunes  et de marais peu susceptibles d'être cultivés ; c'est ce qu'on voit à Lampaul-Plouarzel, à Ploudalmézeau, à Porspoder, à Landunvez, à Rumengol, à Plabennec, à Plouvien, etc. Chacun y envoie son bétail quand et comme bon lui semble ; c'est là encore qu'on dépose et qu'on met à sécher les plantes marines. Seulement de temps en temps, les communes vendent tout ou partie des communs, qui disparaîtront insensiblement et accroîtront la masse des terrains cultivés. [...] Les landes, marais,et généralement tous terrains déclos et non cultivés sont encre soumis à la servitude de vaine pâture. [...] La cessation de l'indivision ne suffit point pour mettre fin à la vaine pâture, il faut encore qu'il y ait clôture des terres. »

Le couronnement de Notre-Dame-de-Rumengol est l'occasion d'une grande fête religieuse le 30 mai 1858.
La dernière section Chateaulin-Landerneau de la voie ferrée  Savenay-Landerneau de la compagnie Paris-Orléans est inaugurée en 1867, permettant de relier Nantes à Brest et de desservir la commune par les gares de Quimerc'h et d'Hanvec distantes de 4 km du bourg.
En 1875, des minoteries, du commerce de bois et une scierie mécanique sont indiqués à Rumengol.
Un bureau télégraphique est installé au Faou en 1879.
Anatole Le Braz a décrit Rumengol et son pardon vers 1895 dans son récit Au pays des pardons ; Rumengol, le pardon des chanteurs.
Jean-Pierre-Marie Le Scour né à Hanvec (Finistère), le 2 mars 1811 et mort le 19 août 1870 à Morlaix, était surnommé « Le barde de Notre-Dame-de-Rumengol ».

### XXesiècle

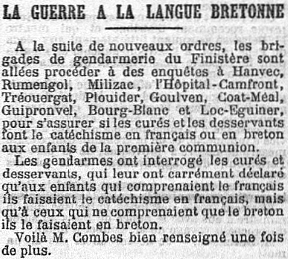
La lutte contre l'emploi de la langue bretonne par le clergé (journal La Croix du 25 novembre 1903).

La mise en œuvre localement des dispositions de la loi de séparation des Églises et de l'État, donne lieu à des articles de presse jusque dans des journaux nationaux.
En 1907, un fait divers défraie la chronique nationale : le maire Loguern est attaqué par un bûcheron et son corps criblé de balles.
Comme dans toutes les communes de France, un monument aux morts est érigé en souvenir des 27 tués durant la guerre 1914-1918, auxquels seront rajoutés 3 noms après 1945.

### De l'après-guerre à 1970
Le bourg de Rumengol est traversé par la route départementale 42 du Faou à Plestin-les-grèves, qui monte vers la forêt et les monts d'Arrée. Il en descend des charrettes de troncs d'arbre pour les scieries du Faou.
Compte tenu de la population communale, le conseil municipal est de 11 membres. La commune emploie un secrétaire de mairie, et deux cantonniers dont un auxiliaire à temps partiel. La plupart des chemins communaux sont correctement empierrés mais il persiste  encore quelques chemins de terre en mauvais état.
Dans les années 1950, regroupé sur 500 m de part et d'autre de l'église et de sa fontaine, le bourg  compte une vingtaine de maisons dont 7 cafés. 4 cafés ont aussi une petite épicerie. 1 café-épicerie  est aussi bureau de tabac, dépôt de pain, et dispose d'une cabine téléphonique publique, seul téléphone dans la commune. 2 bouchers viennent du Faou 2 fois par semaine. 1 boulanger, venant de Hanvec, fait 2 tournées par semaine. La poste, la perception, la gendarmerie, sont au Faou où sont installés 2 notaires, 2 médecins, 1 dentiste  et 1 pharmacien.
Au-delà du bourg, on compte une quinzaine de villages regroupant de une à trois fermes de quelques dizaines d'hectares chacune, pratiquant une polyculture vivrière et un élevage familial. Le premier tracteur arrive à la fin des années 1950. Il existait  un moulin  à eau en activité à Touloudu. Un sabotier était encore installé à l'entrée de la forêt.
Outre les paysans, les cafetiers du bourg, et quelques ouvriers pour la scierie du Faou, la menuiserie de Ty-Jopic en Quimerc'h, la poudrerie du Pont-de-Buis et pour l'arsenal de Brest, Rumengol fournit un contingent proportionnellement non négligeable de marins. Marins de commerce, mais surtout « marins de l'État » de la Marine Nationale.
Les foires à bestiaux et marchés du Faou  connaissent encore une grande affluence. De nombreuses femmes gardent l'habit traditionnel avec la coiffe de Chateauneuf-du-Faou. Le breton est couramment parlé au quotidien.
Début 50, seuls le meunier et l'instituteur ont une voiture. Les moyens de transports sont principalement des lignes d'autocars entre Brest, Landerneau, Quimper, Morlaix, et Crozon, passant au Faou. Une ligne de chemin de fer relie Quimper à Brest avec une gare à Quimerc'h et à Hanvec, comme décrit précédemment. La route nationale 170 dans sa section de Brest à Quimper via Le Faou sera peu à peu déclassée et intégrée à la voie rapide RN165, à 2×2 voies, de Brest vers Nantes, devenu itinéraire européen E60 de Brest à Constantsa.
À la sortie du bourg vers la forêt du Cranou la  station EDF de transformation sur  la ligne à haute tension de Nantes vers Brest, appelée localement « l'usine » apporte sa note de modernité.
L'électrification des campagnes est achevée au début des années1950. L'adduction d'eau est réalisée dans les années 1960.
La radio est diffusée depuis l'émetteur du  signal de Quimerc'h, dit « Radio-Quimerc'h » qui donne aussi les émissions en langue bretonne de Pierre-Jakez Helias puis de Charlez ar Gall. Il  relaie l'émetteur de Thourie en Ille-et-Vilaine. La télévision en noir et blanc arrive en 1962, diffusée par l'émetteur du  Roc-Trédudon  relayant celui de Rennes-St Pern.
À la fin des années 1940, Il y a  2 écoles et 4 classes primaires. L'école confessionnelle catholique de filles, dite « école des Sœurs » reçoit quasiment toutes les filles de la commune sauf 2 ou 3, lesquelles composent la classe unique de l'école publique des filles adossée à la Mairie, dite « école du bas ». L'école des garçons a 2 classes ; c'est « l'école du haut ». Rapidement l'école des filles fermera et l'école publique sera dite « géminée » (mixte). La « petite classe », de la section enfantine  (grande section) au CE2, restera  « en haut », l'école des « grands », du CM1 à la classe de fin d'études, ira « en bas ». Une cantine est assurée à midi à l'école des Sœurs. Ce système dit « avec concurrence » dans le jargon des instituteurs, s'achèvera dans les années 1960 avec la fermeture de l'école catholique.
L'enseignement secondaire est assuré de la 6e à la 3e par les Cours complémentaires (C.C.), devenus collèges d'enseignement général (C.E.G.) de Daoulas et du Faou, le  centre d'apprentissage devenu collège d'enseignement technique du Pont-de-Buis, et, de la 6e à la terminale, par les lycées de Brest, de Quimper, et le lycée de garçons privé Saint-Louis de Chateaulin, avant que n'ouvre en 1960 le lycée  mixte public de Chateaulin, aujourd'hui lycée Jean-Moulin, à l'époque annexe du lycée de garçons La Tour d'Auvergne de Quimper. Enfin, il faut mentionner, au moins jusque dans les années 1950, le recrutement ,dès la fin du primaire, du Petit Séminaire de Pont-Croix et celui, en fin de 3e, des Écoles Normales de jeunes filles et de garçons de Quimper.
Une curiosité politique : lors des élections, au cours des années 1950-60, quelle qu'en ait été la nature, le résultat des votes exprimés par ce collège électoral de moins de 200 participants, a toujours reflété les résultats nationaux.
Dans la fin des années 1960, les municipalités de Rumengol et de Rosnoën étudient leur rattachement au Faou, anticipant ainsi une intercommunalité avant la lettre. Des referendums sont organisés. Rosnoën refusera à quelques voix près, laissant seul Rumengol rejoindre Le Faou.

## Personnalités liées
- Yves Lagatu (1914-1987), né à Rumengol, combattant dans les Forces françaises libres pendant la Seconde Guerre mondiale, Compagnon de la Libération[67].